# Реннінгерс (Пенсільванія)
Реннінгерс (англ. Renningers) — переписна місцевість (CDP) в США, в окрузі Скайлкілл штату Пенсільванія. Населення — 594 особи (2020).

## Географія
Реннінгерс розташований за координатами 40°38′59″ пн. ш. 76°8′54″ зх. д. / 40.64972° пн. ш. 76.14833° зх. д. (40.649665, -76.148445).  За даними Бюро перепису населення США в 2010 році переписна місцевість мала площу 3,02 км², уся площа — суходіл.

## Демографія
Згідно з переписом 2010 року, у переписній місцевості мешкали 574 особи в 217 домогосподарствах у складі 161 родини. Густота населення становила 190 осіб/км².  Було 232 помешкання (77/км²).
Расовий склад населення:
| - 91,3 % — білих - 4,7 % — азіатів - 0,9 % — чорних або афроамериканців |

До двох чи більше рас належало 2,6 %. Частка іспаномовних становила 2,6 % від усіх жителів.
За віковим діапазоном населення розподілялося таким чином: 29,4 % — особи молодші 18 років, 58,1 % — особи у віці 18—64 років, 12,5 % — особи у віці 65 років та старші. Медіана віку мешканця становила 39,1 року. На 100 осіб жіночої статі у переписній місцевості припадало 97,3 чоловіків;  на 100 жінок у віці від 18 років та старших — 98,5 чоловіків також старших 18 років.
Середній дохід на одне домашнє господарство  становив 78 212 долари США (медіана — 52 328), а середній дохід на одну сім'ю — 87 466 доларів (медіана — 72 727). 
Цивільне працевлаштоване населення становило 247 осіб. Основні галузі зайнятості: роздрібна торгівля — 28,7 %, освіта, охорона здоров'я та соціальна допомога — 26,7 %, публічна адміністрація — 15,0 %, виробництво — 10,5 %.